# Doña María
Doña María es una localidad de la provincia de Almería, en la comunidad autónoma de Andalucía, España, perteneciente al municipio de Las Tres Villas, en la comarca de Los Filabres-Tabernas. Su población en 2014 fue de 206 habitantes (INE).

## Situación geográfica
Doña María tiene las coordenadas geográficas: 37°08′06″N 2°42′45″O / 37.13500, -2.71250, y está a 730 m de altitud, en el valle del Río Nacimiento, muy próxima a la parte final de Sierra Nevada en su parte almeriense, estando incluida en el parque natural de Sierra Nevada. Su territorio se reparte entre Sierra Nevada y la sierra de los Filabres. Se encuentra a 57 km de la capital de la provincia.
Los núcleos de población más cercanos son Ocaña, Los Laos, Los Lázaros, Los Soleres, Escúllar, Los Gregorios y La Mosca.
Los principales accesos a Doña María se dan a través de la carretera A-92 tomando alguno de los desvíos situados en los kilómetros 341 y 345, y siguiendo por la carretera A-1177 (antigua N-324), que atraviesa la localidad y la conecta con Ocaña.

## Historia
Durante la época romana, la zona estaba poblada por pasar la calzada romana por la cercana localidad de Abla. Esto sería el germen de la actual Doña María. Ya existe constancia escrita de su existencia en 1571, en el Libro de Apeo y Población de Abla, en la que se menciona como Venta de Doña María. A mediados del siglo XVIII, la Venta de Doña María es descrita como una cortijada formada por nueve casas propiedad de un vecino de Abla, localidad de la que dependía durante esa época. 
A comienzos del siglo XIX ya hubo una fusión temporal de Doña María con otros municipios vecinos pero dicha unión fue efímera, de 1810 a 1812. A lo largo de todo el siglo XX, la población no ha parado de descender hasta los 224 habitantes actuales.
Finalmente, los municipios de Ocaña, Doña María y Escúllar se fusionaron voluntariamente en 1976, formando el municipio de Las Tres Villas, dejando la capital en el núcleo de Doña María-Ocaña.

## Geografía humana

### Demografía
| Gráfica de evolución demográfica de Doña María entre 1857 y 1920 |
| |
| Población de derecho según los censos de población del INE. Población de hecho según los censos de población del INE.Entre el censo de 1857 y el anterior, aparece este municipio porque se segrega del municipio Gergal. Entre el censo de 1930 y el anterior, este municipio desaparece porque se agrupa en el municipio Doña María Ocaña. |

| Gráfica de evolución demográfica de Doña María Ocaña entre 1930 y 1970 |
| |
| Población de derecho según los censos de población del INE. Población de hecho según los censos de población del INE.Entre el censo de 1930 y el anterior, aparece este municipio porque se fusionan los municipios Doña María y Ocaña. Entre el censo de 1981 y el anterior, este municipio desaparece porque se agrupa en el municipio Las Tres Villas. |

La evolución de la población de Doña María en los últimos años fue la siguiente:
| Gráfica de evolución demográfica de Doña María entre 2000 y 2011 |
|                                                                  |
| Datos según el nomenclátor publicado por el INE.                 |

### Economía
Las actividades económicas predominantes en la zona están ligadas a la agricultura de autoabastecimiento: se cultiva principalmente uva de parral, cereales, frutales y, sobre todo, olivar. Existe en la zona una planta envasadora y comercializadora de aceite de oliva.

## Fiestas
Las fiestas en honor de la Virgen de los Remedios y de Santa Teresa de Jesús se celebran cada año del 12 al 15 de octubre. También se celebra en el mes de mayo una Romería Ferroviaria con desplazamiento de los vecinos a la estación de Doña María-Ocaña y la visita de trabajadores del ferrocarril de otras localidades.

## Equipamiento
Doña María dispone de un colegio rural de educación infantil y primaria, un edificio municipal para usos múltiples, una iglesia dedicada a La Anunciación y otras infraestructuras públicas. Parte de los equipamientos son compartidos y se encuentran en la vecina localidad de Ocaña (piscina, etc)

## Personajes ilustres
- Manuel Lao Hernández: inversor y empresario, tiene un patrimonio estimado en más de 1.400 millones de euros.

- Antonio Pérez Lao: hijo predilecto de Doña María. Presidente de Cajamar (2006-2011). Presidente de la Fundación Cajamar (2012-2016).[7]